# 나고야 고속도로
나고야 고속도로(일본어: 名古屋高速道路 なごやこうそくどうろ[*])는 나고야 고속도로 주식회사(일본어: 名古屋高速道路公社 なごやこうそくどうろこうしゃ[*])가 유지 및 관리 등을 하고 있는 나고야시와 그 주변 지역의 노선 길이 81.2 km의 도시 고속도로이다. 1994년 12월 16일 지역 고규격 도로의 계획 노선으로 지정되었다. 노선은 9개 노선을 보유하고 있다. 1, 2, 3, 4, 5, 6, 11, 16호선 외에도 순환선까지 총합 9개의 노선을 가지고 있다.